# Lezama, Mexiko
Lezama är en ort i Mexiko.   Den ligger i kommunen Ixtaczoquitlán och delstaten Veracruz, i den sydöstra delen av landet, 230 km öster om huvudstaden Mexico City. Lezama ligger 1 120 meter över havet och antalet invånare är 133.
Terrängen runt Lezama är kuperad. Runt Lezama är det tätbefolkat, med 550 invånare per kvadratkilometer. Närmaste större samhälle är Córdoba, 12,9 km öster om Lezama. Trakten runt Lezama består till största delen av jordbruksmark.